# Arbas (Haute-Garonne)
Arbas település Franciaországban, Haute-Garonne megyében. Lakosainak száma 285 fő (2022. január 1.). Arbas Montastruc-de-Salies, Chein-Dessus, Fougaron és Herran községekkel határos.

## Népesség
A település népességének változása:
| Lakosok száma | 213  | 180  | 158  | 241  | 228  | 251  | 263  | 268  | 273  | 285  |
|               | 1968 | 1982 | 1990 | 2006 | 2013 | 2015 | 2017 | 2019 | 2020 | 2022 |